# Mahatha iora
Mahatha iora là một loài cua nước ngọt trong họ Parathelphusidae. Chúng là loài đặc hữu của Sri Lanka.